# Avant-corps

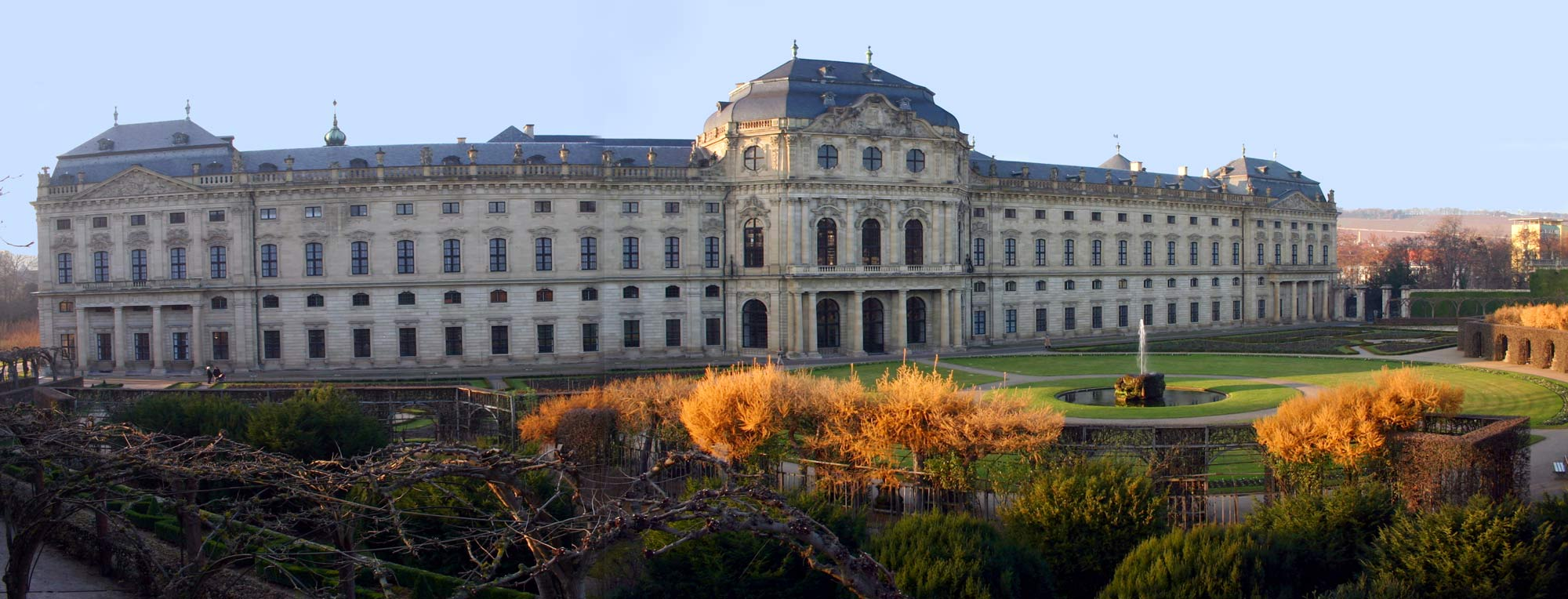
Residencia de Wurzburgo (Residenz), con un masivo avant-corps central y dos angulares.

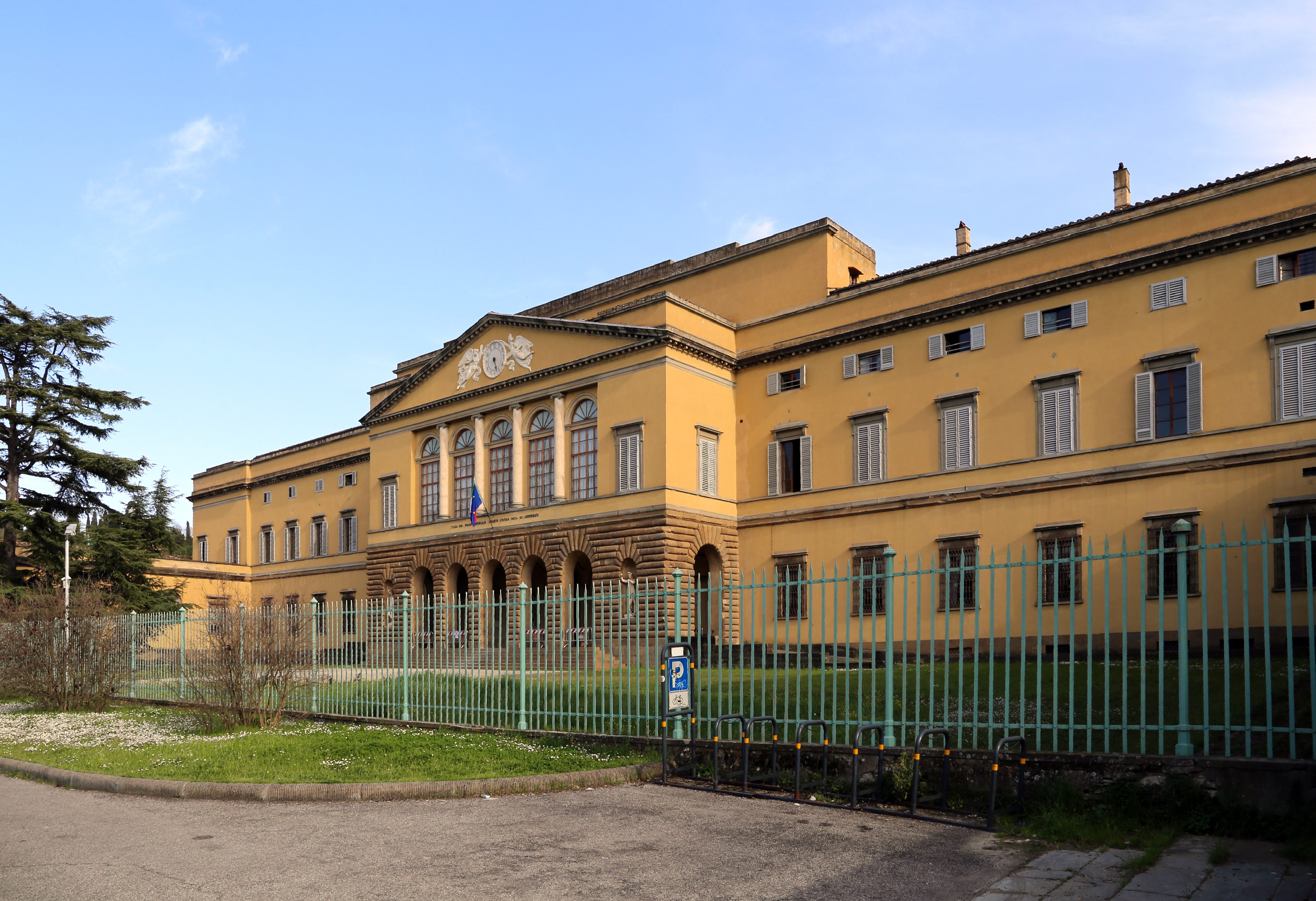
Entre los alberi, es visibile el avancorpo central de la villa de Poggio Imperiale, Florencia.

Avant-corps ("cuerpo adelantado" en lengua francesa") es la parte de una edificación que avanza respecto al cuerpo principal. En lengua italiana se usa el término derivado avancorpo. La denominación «resalte» se da para el avant-corps en algunos idiomas (risalit en alemán, ryzalit en húngaro, etc.)
Normalmente se sitúa al centro o a los lados de una fachada; según una u otra posición, se denominará avant-corps central o lateral. Cuando dos alas de un edificio perpendicular tras él se encuentran en un avant-corps se denominan avant-corps angulares.
En el caso de los edificios que se asemejan a su arquitectura a los templos griegos, con fachada columnada, se llama pronaos al avant-corps, por similitud a la parte correspondiente de aquellos.
Este elemento arquitectónico contribuye a estructurar y articular la fachada, darle ritmo y movimiento; características particularmente apreciadas en la arquitectura barroca, siendo por tanto a partir del siglo XVII cuando comienza su época de mayor utilización, que continuó hasta el siglo XIX.
Casos particulares de avant-corps son las bow windows (de planta poligonal o rectangular, dotadas de amplios ventanales), el auslucht (típico de Baja Sajonia), y el abbaino, dormer o lucarne (abierto en los tejados, como la mansarda).
En la arquitectura de las iglesias medievales el pórtico avanzado (protiro) era un pequeño avant-corps en la fachada.